# 唐努烏拉山

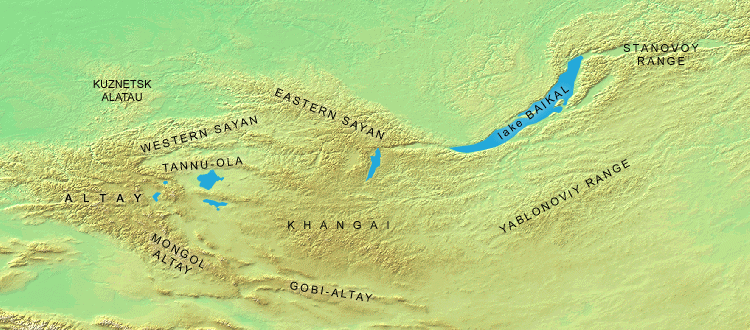

唐努烏拉山脈（俄语：Танну-Ола）是俄羅斯的山脈，位於與蒙古国接壤的邊境，由圖瓦共和國負責管轄，屬於南西伯利亞山脈的一部分，最高點海拔高度2,930米。
51°04′12″N 92°23′25″E / 51.07000°N 92.39028°E